# Estadio Nemesio Camacho El Campín
Az Estadio Nemesio Camacho El Campín (röviden Estadio Nemesio Camacho vagy Estadio El Campín) a kolumbiai főváros, Bogotá legnagyobb labdarúgó-stadionja. A Millonarios FC és az Independiente Santa Fe otthona. Sporteseményeken kívül koncerteket is rendeznek benne.

## Története
A stadiont Bogotá alapításának 400. évfordulója (1938) és az itt megrendezendő Bolívar játékok alkalmából építették fel Jorge Eliécer Gaitán polgármester 1934-ben történt kezdeményezésére egy olyan, akkor még városszéli területen, amelyet a Camacho család, köztük a későbbi névadó, Nemesio Camacho adományozott erre a célra. A terveket a német származású Federico Leder Müller készítette, a kivitelezés Rafael Arciniegas mérnökre volt bízva. Az új épület nagyban elősegítette a főváros északnyugati szélén található szavannás terület városiasodását és fejlődését. Kezdetben a lelátót mindössze 10 000 férőhelyesre tervezték (ekkor a pálya körül még csak egy lelátó volt, a többi részen fenyőfák álltak), de amikor 1948-ban elindult a kolumbiai professzionális bajnokság, már 23 500 férőhelyes volt. Hamarosan egyfajta aranykor köszöntött be az ország labdarúgásában: számos nemzetközileg is elismert játékos érkezett Argentínából, Uruguayból, Peruból, Costa Ricából, Nagy-Britanniából és Magyarországról is. Nekik is köszönhetően a mérkőzések nézőszáma nagy mértékben emelkedett, így ez a stadion is újabb bővítésre szorult: befogadóképességét Fernando Mazuera polgármester a déli és az északi lelátó bővítésével 1951-ben már 45 000-re növeltette, 1963-ban pedig egy újabb lelátó megépítésével 62 500-ra nőtt a hivatalos befogadóképesség. Négy év múlva a világítást is korszerűsítették.
A stadionhoz felépítettek egy másik pályát is, az úgynevezett El Champincitót, 1973-ban pedig fedett sportcsarnokot is hozzácsatoltak a komplexumhoz. 2000-ben egy nagyobb felújítás alkalmával 48 300 főre csökkent a befogadóképesség, a következő évben pedig 46 018-ra. 2008-ban bejelentették, hogy a stadion a 2011-es U20-as labdarúgó-világbajnokság egyik rendező helyszíne lesz, emiatt teljesen átépítették a nyugati lelátót, fejlesztették a technológiát és a FIFA-követelményeknek megfelelően bővítették az elérhető szolgáltatások körét, a befogadóképesség viszont összességében 41 000 főre csökkent.

## Az épület
A stadion Bogotá történelmi központjától északra, a város keleti részén, Teusaquillo kerületben található. Bár befogadóképessége régebben több mint 60 000 fő volt, ez mára 36 343-ra csökkent.
Az épülethez egy ingyenesen látogatható múzeum is tartozik a nyugati lelátó első emeletén, ahol számos régi fénykép és relikvia, köztük mezek tekinthetők meg. A stadionban egy sport témájú könyvtár is helyet kapott: itt mintegy 2800-féle tétel érhető el.

## Képek

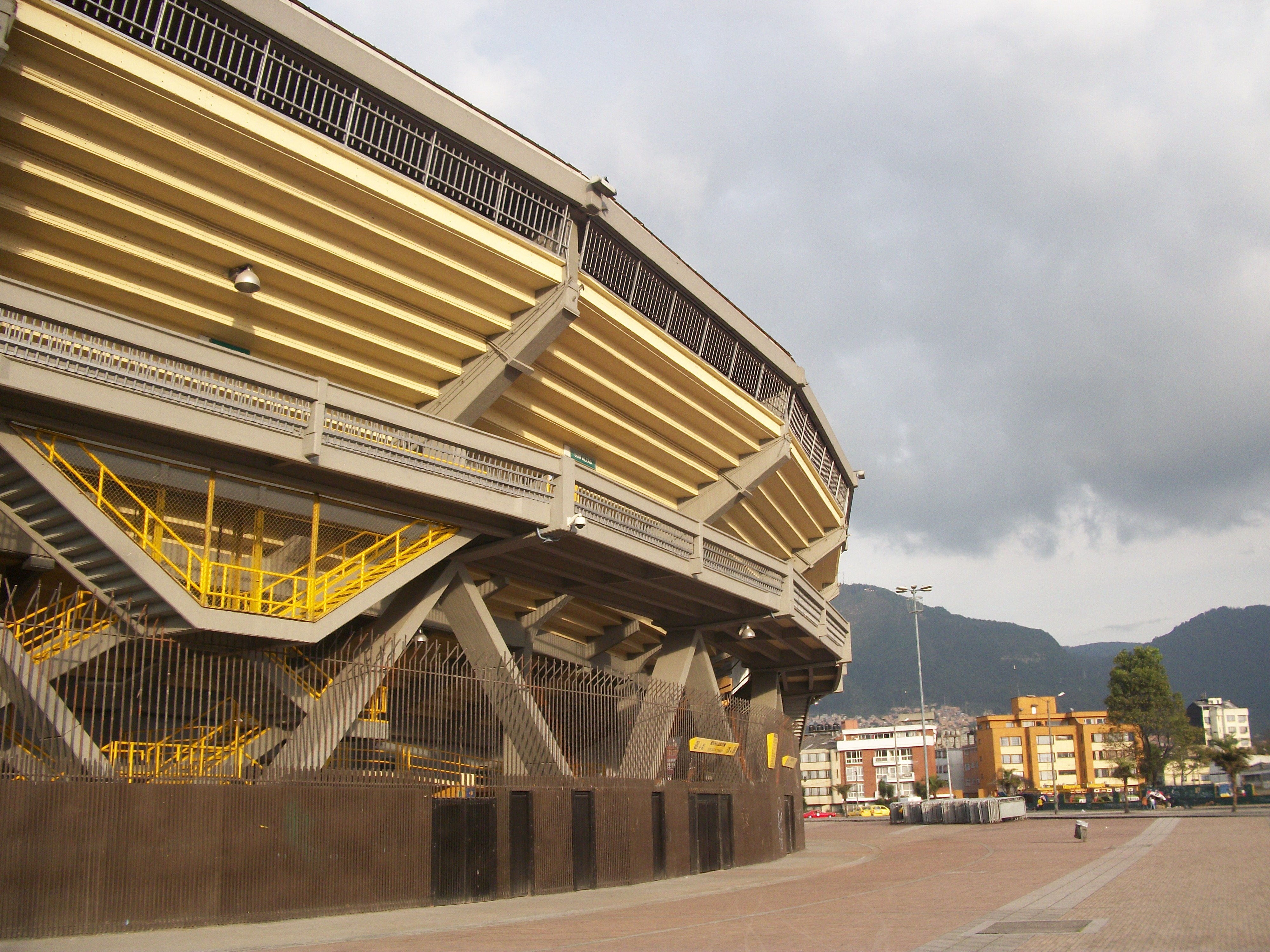
Külső részlet
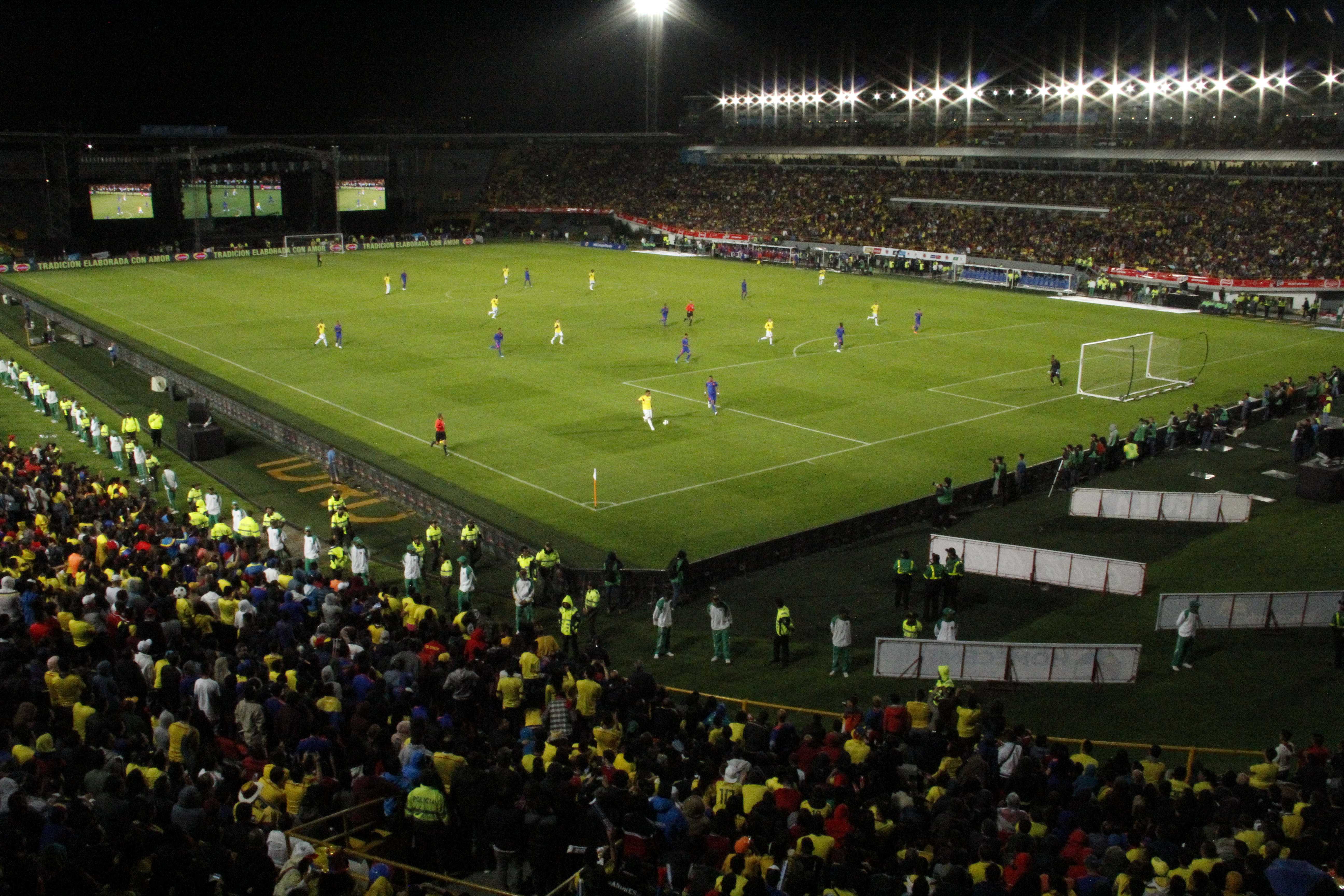
Belső egy mérkőzés alkalmával
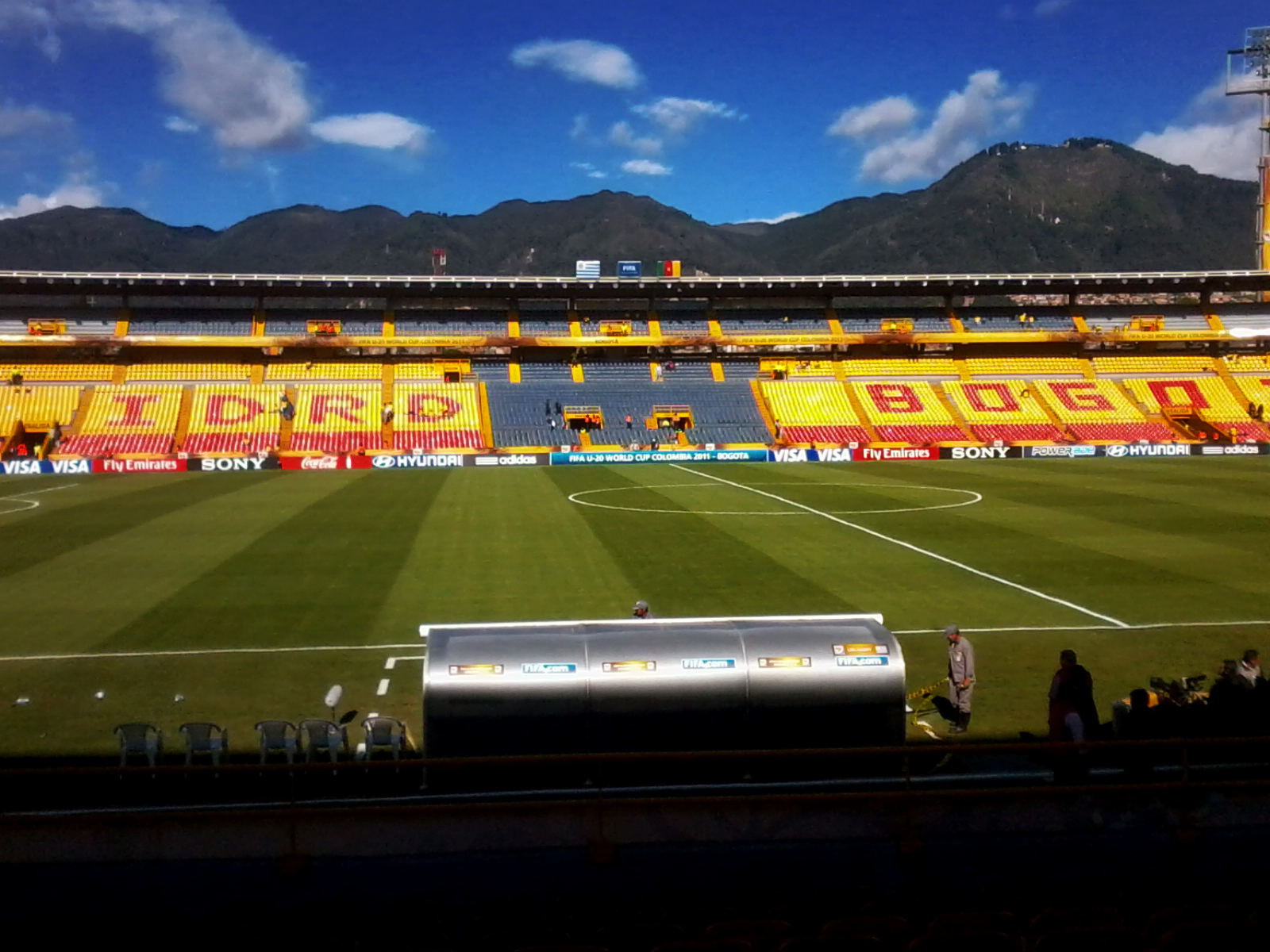
Belső